# Тихоокеанський університет Сіетла
47°39′01″ пн. ш. 122°21′42″ зх. д. / 47.65019° пн. ш. 122.361667° зх. д.
Тихоокеанський університет Сіетла (англ. Seattle Pacific University) (SPU) — приватний християнський університет у Сіетлі, штат Вашингтон. Він був заснований у 1891 році спільно з Орегонською та Вашингтонською конференцією Вільної методистської церкви як Сіетлська семінарія. У 1913 році він став Сіетлською семінарією та коледжем, через два роки прийняв назву Seattle Pacific College і отримав свою нинішню назву в 1977 році.

## Інтернет-ресурси
- Official website
- Student newspaper